# Enhanced Versatile Disc
EVD (Enhanced Versatile Disc) — формат оптичних дисків, розроблений у Китаї. Розробка формату почалася у 1999 році у зв’язку з високими ліцензійними відрахуваннями за використання DVD-Video і MPEG-2, що становили від 13 до 20 доларів за відеоплеєр. Офіційна презентація стандарту відбулася у 2003 році. У лютому 2005 року Тайванський технологічний дослідницький інститут оголосив EVD національним китайським стандартом оптичних накопичувачів високої щільності.

## Історія
Розробка EVD розпочалася у 1999 році в Китаї з метою створити альтернативу DVD-Video та знизити витрати на ліцензії. Вперше стандарт було представлено офіційно у 2003 році. В 2005 році формат було визнано національним стандартом Тайванським технологічним дослідницьким інститутом.

## Технічні характеристики
EVD підтримує відео високої чіткості із покращеною якістю в порівнянні з DVD-Video, використовуючи більш ефективні кодеки, що дають змогу знизити вартість ліцензій.

## Застосування
Формат EVD орієнтований на китайський ринок, де він повинен був замінити DVD і стати національним стандартом для оптичних носіїв інформації.